# Amerikaanse gouverneursverkiezingen 2015
De Amerikaanse gouverneursverkiezingen 2015 werden gehouden op dinsdag 3 november 2015 in de Verenigde Staten. Hierbij kozen drie Amerikaanse staten een nieuwe gouverneur, te weten Kentucky, Louisiana en Mississippi.

## Achtergrond
Twee van de drie zittende gouverneurs konden zich niet herkiesbaar stellen omdat hun wettelijke ambtstermijn was verstreken: Steve Beshear (Kentucky) en Bobby Jindal (Louisiana). De gouverneur van Mississippi, Phil Bryant, was wel opnieuw verkiesbaar.

## Uitslagen
In Louisiana koos men na acht jaar Republikeins leiderschap voor een Democratische gouverneur, in Kentucky betrof het de omgekeerde situatie. In Mississippi werd de Republikeinse gouverneur herkozen.
| Staat       | Zittende gouverneur | Partij      | vorige verkiezing | Status                                                          | Uitslag belangrijkste kandidaten                                |
| ----------- | ------------------- | ----------- | ----------------- | --------------------------------------------------------------- | --------------------------------------------------------------- |
| Kentucky    | Steve Beshear       | Democraat   | 2011              | Zittende gouverneur niet herkiesbaar, Republikeinse overwinning | Matt Bevin (R) - 53% Jack Conway (D) - 44% Drew Curtis (O) - 4% |
| Louisiana   | Bobby Jindal        | Republikein | 2011              | Zittende gouverneur niet herkiesbaar, Democratische overwinning | John Bel Edwards (D) - 56% David Vitter (R) - 44%               |
| Mississippi | Phil Bryant         | Republikein | 2011              | Zittende gouverneur herkozen                                    | Phil Bryant (R) - 67% Robert Gray (D) - 32%                     |